# Prežihov Voranc
Prežihov Voranc (pravo ime: Lovro Kuhar; Kotlje, 10. kolovoza 1893. – Maribor, 18. veljače 1950.), slovenski književnik i komunistički političar.

## Životopis
U Beču je 1914. godine završio zadružni tečaj. Od dvadesetih godina radi i bori se za prava radnika, zbog čega je uhićivan i proganjan. Boravio je u mnogim državama Europe. Pisao je i uređivao časopise različite namjene. Za vrijeme Drugog svjetskog rata bio je u njemačkom logoru. Pisao je crtice, pripovijetke, romane, putopise, brošure i novele. Najbolja knjiga mu je zbirka pripovijedaka "Samonikli", te romani "Požganica", "Doberdol" i "Jamnica".

## Radovi (izbor)
- Boj na požiralniku (1935.)
- Požganica (1939.)
- Jamnica (1945.)
- Doberdob (1940.)
- Samorastniki (1940.)
- Boj na požiralniku
- Jirs in Bavh, Vodnjak
- Ljubezen na odoru
- Pot na klop
- Prvi spopad, Odpustki in Samorastniki
- Vodnjak
- Đurđice ili Solzice

## Vanjske poveznice
- Prežihov Voranc – avtorjeva dela v zbirki Digitalne knjižnice Slovenije
- prezih.net  Arhivirana inačica izvorne stranice od 6. siječnja 2011. (Wayback Machine)